# Public Enemies
Public Enemies (deutsch: Staatsfeinde) ist ein US-amerikanischer Spielfilm von Michael Mann. Der auf wahren Begebenheiten basierende Film ist eine Adaptation des Buches Public Enemies: America's Greatest Crime Wave and the Birth of the FBI, 1933–34 von Bryan Burrough. Der Film feierte in Deutschland am 6. August 2009 und in Österreich am 7. August 2009 Premiere.

## Handlung
Im Jahr 1933 gelingt es den gefangenen Bankräubern Walter Dietrich, Charles Makley, Harry Pierpont und Ed Shouse, mit Hilfe eingeschmuggelter Waffen im Staatsgefängnis von Michigan City (Indiana) einige Wärter zu überwältigen. Gleichzeitig verschaffen sich Bandenchef John Dillinger und sein Partner John „Red“ Hamilton Zutritt zum Eingangsbereich der Haftanstalt, indem der mit einer Polizeimarke getarnte Hamilton vorgibt, Dillinger zur Verbüßung einer neuerlichen Haftstrafe einliefern zu wollen. Gemeinsam können die Bandenmitglieder weitere Wächter entwaffnen und folglich die Kontrolle über das Haupttor der Anstalt übernehmen. Jedoch als Shouse in einem Wutanfall einen der Justizbeamten erschlägt, kommt es zu einem Handgemenge, bei dem sich ein Schuss löst, der die Posten auf den Türmen der Gefängnismauer alarmiert. Anstatt, wie ursprünglich geplant, unbehelligt in den Uniformen der Wärter zu entkommen, erreichen die Gangster ihren Fluchtwagen erst nach einem intensiven Feuergefecht, bei dem Dietrich, Dillingers Freund und Mentor, tödlich getroffen wird. Dillinger trennt sich daraufhin von Shouse, den er für Dietrichs Tod verantwortlich macht, indem er ihn aus dem fahrenden Auto wirft. Dem Rat des korrupten Polizisten Zarkovich folgend, machen sich die vier verbliebenen Bandenmitglieder auf den Weg in das 30 Meilen westlich gelegene Chicago, wo sie sich unter den Schutz des örtlichen Verbrechersyndikats begeben.
In East Liverpool (Ohio) können der FBI-Beamte Melvin Purvis und seine Männer den flüchtigen Verbrecher Pretty Boy Floyd stellen. Purvis erschießt Floyd nach einer wilden Verfolgungsjagd in einer Obstplantage und wird daraufhin von FBI-Chef J. Edgar Hoover der Presse als Heldenfigur präsentiert. Hoover erklärt dem Verbrechen den Krieg und beauftragt Purvis mit der Fahndung nach John Dillinger.
Inzwischen hat sich Dillinger, der das Land mit weiteren spektakulären Banküberfällen in Atem hält, in die Garderobiere Billie Frechette verliebt und geht mit ihr eine Beziehung ein. Auf der Suche nach Dillinger stößt Purvis auf den ebenso berüchtigten Gangster Baby Face Nelson, der jedoch einen Agenten töten und anschließend entkommen kann. Purvis fordert daraufhin die Unterstützung einiger hartgesottener Gesetzeshüter aus den Südstaaten an, die, angeführt von dem Texaner Charles Winstead, kurz darauf in Chicago eintreffen.
Bei einem Aufenthalt in Tucson (Arizona) werden Dillinger und seine Männer von der Polizei verhaftet, nachdem man in ihrem Hotelzimmer Waffen gefunden hat. Die Bankräuber werden nach Indiana ausgeliefert und dort vor Gericht gestellt. Nachdem es dem windigen Rechtsanwalt Piquett gelungen ist, den Prozessauftakt um einen Monat hinauszuschieben, nutzt Dillinger die gewonnene Zeit dazu, um mit einer selbst angefertigten Pistolenattrappe aus dem örtlichen Gefängnis zu entkommen. Jedoch kann er sich nicht mit Billie treffen, weil sie vom FBI überwacht wird. Außerdem verliert er die Unterstützung der Mafia in Chicago, weil deren Chef Frank Nitti seine illegalen Geschäfte im Bereich der Sportwetten durch die bei der Suche nach Dillinger durchgeführten Polizeiaktionen gefährdet sieht.
Gemeinsam mit seinem alten Freund „Red“ Hamilton, dem ehemaligen Bandenmitglied Ed Shouse, Tommy Carroll, Homer Van Meter und dem von ihm wegen seiner Unberechenbarkeit eigentlich verhassten Baby Face Nelson plant Dillinger einen Überfall auf die Bank von Sioux Falls (South Dakota), in der sich ein bedeutender Geldbetrag befinden soll. Mit der erhofften Beute will er auch Pierpont und Makley aus dem Gefängnis befreien. Der Überfall endet jedoch in einem Blutbad, bei dem mehrere Passanten und Polizisten getötet werden. Carroll bleibt mit einem Kopfschuss zurück und wird von seinen Kumpanen für tot gehalten, fällt aber dem FBI in die Hände und verrät Purvis unter Folter den Treffpunkt der übrigen Bandenmitglieder – die abgelegene Absteige „Little Bohemia Lodge“ bei Rhinelander in den Wäldern von Wisconsin. In der Nacht des 22. April 1934 stürmen die Agenten Dillingers Unterschlupf, wobei es abermals zu einem heftigen Feuergefecht kommt, in dessen Verlauf neben einigen unbeteiligten Zivilisten auch ein FBI-Beamter und vier der fünf Bankräuber ums Leben kommen. Dillinger gelingt die Flucht.
In Chicago lebt der vom FBI zum „Staatsfeind Nr. 1“ erklärte Dillinger für kurze Zeit mit Billie zusammen, bis diese der Polizei in die Hände fällt. Obwohl sie ohne Purvis’ Wissen von dem brutalen Agenten Harold Reinecke misshandelt wird, gibt sie den Aufenthaltsort ihres Geliebten nicht preis. Dillinger kommt bei der Bordellbesitzerin Anna Sage unter, die ihn jedoch an die Polizei verrät, als Purvis ihr mit der Abschiebung in ihre Heimat Banat droht. Während Dillinger am 22. Juli 1934 mit Anna und Polly Hamilton, einer  ihrer Damen, den Clark-Gable-Film „Manhattan Melodrama“ besucht, postieren sich vor dem Kino FBI-Agenten. Beim Verlassen des Kinos schöpft Dillinger zwar Verdacht; er kann aber seine Waffe nicht mehr ziehen und wird unter anderem von Agent Winstead erschossen. Dieser sucht Billie im Gefängnis auf, um ihr die letzten Worte ihres Liebhabers mitzuteilen: “Bye Bye Blackbird” (etwa: „Lebe wohl, meine Amsel“) – der Titel des Liedes, bei dem sich Dillinger und Billie zum ersten Mal trafen.

## Kritiken
„Starbesetzter und stilisierter Gangsterfilm mit großartigen Actionszenen und einem herausragenden Johnny Depp. Leider etwas kühl und emotionslos.“

„Wie nicht anders zu erwarten, ist »Public Enemies« absolut perfekt ausgestattet. Selbst wenn man die Große Depression nur als geschichtlichen Hintergrund nutzt und die Auswirkungen auf die Bevölkerung in der Handlung nur wenig ausführt, lässt er visuell eine komplette Ära wiederauferstehen. Wenn sich Gauner und Cops wüste Schießereien liefern, wirkt das wie eine Bleispritzen-Version des legendären Straßen-Shoot-Outs in Heat. Szenen dieser Güteklasse, zu denen auch eine nächtliche Verfolgungsjagd zählt, hat »Public Enemies« viele. […] »Public Enemies« glänzt durch eine Vielzahl von teils grandios inszenierten Einzelszenen, ohne dass das große Ganze wirklich rund wäre.“

„Große Gangster brauchen die besten Dokumentaristen: Michael Manns Rückschau auf John Dillingers Einzug in den Mythos der US-Kriminalgeschichte ist Actionkino der A-Klasse. »Public Enemies« hat nicht die Beziehungskomplexität und das emotionale Gewicht von »Heat«, aber […] auch mit seiner zehnten Regiearbeit bleibt Mann der unerreichte Chronist des ewigen Duells zwischen Cops und Gangstern. Auch hier umkreist er seine Themen Loyalität und Verrat, Charakterparallelen bei kontrastierenden Lebensentwürfen, Prinzipientreue und Coolness selbst unter größter Hitze. […] Die Annäherung zum meisterlichen Epos gelingt dem Film vor allem in der zweiten Hälfte, wenn sich unter den diversen Shootouts ein nächtlicher Waldangriff zu einer Mann-typischen Brillantsequenz entwickelt, wenn Realität und Hollywood bei einem Kinobesuch Dillingers verschmelzen, der letztlich seinen Tod besiegelte. Ein perfektes, dazu noch wahres Ende für einen Mann, der Zelluloid liebte und es irgendwie auch lebte.“

„Hätte Michael Mann diese Gangsterstory nicht in nerviger Digitaltechnik gedreht, man hätte es mit einem Meisterwerk zu tun: Denn Mann zeigt hier detailverliebt Episoden aus dem Leben des Gangsters John Dillinger […]. Auf großer Leinwand stört die eigenartige Digitalästhetik enorm, schafft eine permanente Distanz und hinterlässt dadurch eine eigentümliche Leere. Die Erzählweise vom Duell der Widersacher ist jedoch ebenso stark wie Darsteller und Ausstattung.“

„Der Kampf zwischen Polizei und Verbrechen, so machen diese erstaunlichen Details in Manns Film klar, ist nicht länger ein Duell in Augenhöhe zwischen Held und Schurke, wie man es aus den Western und dessen Abkömmlingen im Gangsterfilm kennt. Statt als Cowboy sein Lasso wirft der FBI-Agent nun ein Überwachungsnetz über das ganze Land. […] So ist denn auch der scheinbare Anachronismus, dass Michael Mann sein Gangsterepos nicht auf Film, sondern digital gedreht hat, in Wahrheit gar keiner. Die Dreissiger Jahre in Amerika, so wird vielmehr klar, kannten bereits jenen Techno-Totalitarismus, den wir heute erleben.“

„Wir gratulieren Michael Mann zu seinem inzwischen dritten Versuch […], der digitalen High-Definition-Technik […] eine eigene Ästhetik abzuringen. […] Die Kostüme, Autos und Waffen der dreißiger Jahre werden durch die hochauflösende Optik und eine nervöse Kamera in eine Art Hypergegenwart befördert. […] anders als in Heat […] enthält sich Michael Mann in Public Enemies jeglicher Psychologisierung. Stattdessen feiert er den Look seiner Helden mithilfe einer detailbesessenen HD-Technik, die jeder Bartstoppel, jeder Schweißpore und jeder wehenden Mantelfalte ihren Auftritt gibt. […] Michael Mann gelingt es mit dieser Optik zwar, die Vergangenheit zu vergegenwärtigen. Nur weiß er nicht, was er mit dieser Vergangenheit anfangen soll. Michael Mann […] verweigert das Eintauchen in jede Art von historischer oder sozialer Tiefe. Auch sein Hauptdarsteller Johnny Depp spielt Dillinger mit einer verschlossenen Nüchternheit, die bloß keinen Einblick in die Gangsterseele geben soll. Aber wofür das alles? Für einen Film über John Dillinger, der nichts Wesentliches über John Dillinger erzählt, nicht besonders spannend ist und dem Genre des Gangsterfilms zwar eine eigene Ästhetik, aber keine Vision abgewinnt. Public Enemies mag ein buchstäblich aufsehenerregendes Werk sein, das aber folgenlos und ohne größere Rückstände durch die Synapsen gleitet.“

„Die Geschichte ist nicht der Rede wert und bis auf zwei-drei spannende Momente plätschert der Film über gefühlte vier Stunden an einem vorbei, ohne dass man sich je für eine der Figuren wirklich interessieren würde. Bale und Depp spielen gelangweilt auf Autopilot, denn mehr als zwei verschiedene Emotionen werden ihnen im Film nie abverlangt. Sie bleiben – wie oft bei Mann – Rißzeichnungen, die in Ausrufesätzen reden.“

„Weder an historischer Authentizität noch an Psychogrammen interessiert, dreht sich der Neo-Noir-Thriller besonders um den Strukturwandel im Amerika der 1930er-Jahre. Ein beziehungsreiches Spiel mit filmhistorischen und popkulturellen Versatzstücken, das als spannende Genre-Bricolage bestens unterhält.“

## Abweichungen von der historischen Realität
- Anders als im Film dargestellt starb Pretty Boy Floyd erst im Oktober, also nach Dillinger, der bereits im Juli getötet wurde.
- Im Film befreit Dillinger seine Kumpane aus dem Gefängnis von Michigan City. Tatsächlich fand der Ausbruch jedoch ohne den Bandenchef statt, der sich zu dieser Zeit noch in Lima (Ohio) in Haft befand und erst danach von seinen Leuten befreit wurde.
- Anders als im Film endete der versuchte Zugriff auf die Bankräuber in der „Little Bohemia Lodge“ mit einem Fiasko für das FBI. Alle Verbrecher konnten entkommen, während ein Agent und ein Zivilist getötet wurden. Charles Winstead stieß erst nach dieser Aktion und kurz vor Dillingers Tod zu Purvis’ Truppe.
- Im Gegensatz zu der Darstellung im Film wurde Dillinger von den meisten Mitgliedern seiner Bande überlebt, darunter Dietrich, Shouse, Nelson, Floyd und Van Meter, die erst mehrere Monate nach ihm getötet wurden.

## Hintergrund
Mann widmete den Film seinem Freund Chuck Adamson, der kurz vor dessen Veröffentlichung verstorben war. Der pensionierte Polizist und spätere Drehbuchautor Adamson hatte mit Mann seit den späten 1970er Jahren wiederholt zusammengearbeitet, und seine Berichte über wahre Chicagoer Kriminalfälle waren unter anderem in Manns Drehbuch zu Heat eingeflossen.
Die Deutsche Film- und Medienbewertung (FBW) in Wiesbaden verlieh dem Film das Prädikat wertvoll.

## Besetzung und Synchronisation
Die deutsche Synchronisation entstand unter der Dialogregie von Axel Malzacher und dem Dialogbuch von Klaus Bickert durch die Synchronfirma Film- & Fernseh-Synchron GmbH in München.
Da Johnny Depp und Christian Bale üblicherweise beide von David Nathan synchronisiert werden, übernahm hier Sascha Rotermund die Stimme von Melvin Purvis.
| Rollenname                | Schauspieler        | Synchronsprecher   |
| ------------------------- | ------------------- | ------------------ |
| John Dillinger            | Johnny Depp         | David Nathan       |
| Melvin Purvis             | Christian Bale      | Sascha Rotermund   |
| Billie Frechette          | Marion Cotillard    | Natascha Geisler   |
| John „Red“ Hamilton       | Jason Clarke        | Dennis Schmidt-Foß |
| Homer Van Meter           | Stephen Dorff       | Florian Halm       |
| Baby Face Nelson          | Stephen Graham      | Bernhard Völger    |
| J. Edgar Hoover           | Billy Crudup        | Peter Flechtner    |
| Charles Winstead          | Stephen Lang        | Frank Glaubrecht   |
| Harry Pierpont            | David Wenham        | Tobias Kluckert    |
| Alvin Karpis              | Giovanni Ribisi     | Gerrit Schmidt-Foß |
| Walter Dietrich           | James Russo         | Torsten Michaelis  |
| Pretty Boy Floyd          | Channing Tatum      | Axel Malzacher     |
| Anna Sage                 | Branka Katić        | Kirsta Brikner     |
| Polly Hamilton            | Leelee Sobieski     | Kaya Marie Möller  |
| Anna Patzke               | Emilie de Ravin     | –                  |
| Tommy Carroll             | Spencer Garrett     | Thomas Nero Wolff  |
| Charles Makley            | Christian Stolte    | Marcus Off         |
| Ed Shouse                 | Michael Vieau       | Olaf Reichmann     |
| Rechtsanwalt Louis Piquet | Peter Gerety        | Helmut Gauß        |
| Frank Nitti               | Bill Camp           | Udo Schenk         |
| Agent Carter Baum         | Rory Cochrane       | Martin Kautz       |
| Agent Harold Reinecke     | Adam Mucci          | Michael Iwannek    |
| Agent John Madala         | Shawn Hatosy        | Tommy Morgenstern  |
| Agent Julius Rice         | Randy Ryan          | Sven Gerhardt      |
| Agent Sam Cowley          | Richard Short       | Rainer Fritzsche   |
| Agent Warren Barton       | Madison Dirks       | Peter Lontzek      |
| Agent William Rohrer      | Kurt Naebig         | Johannes Berenz    |
| Cop Eyman                 | Randy Steinmeyer    | Jörg Hengstler     |
| Helen Gillis              | Shanyn Leigh        | Sarah Riedel       |
| Richter Murray            | John Lister         | Roland Hemmo       |
| Martin Zarkovich          | John Michael Bolger | Kaspar Eichel      |
| Phil D’Andrea             | John Ortiz          | Lutz Schnell       |
| Robert Estill             | Alan Wilder         | Reinhard Kuhnert   |
| Senator McKellar          | Ed Bruce            | Otto Mellies       |
| Sheriff Lillian Holley    | Lili Taylor         | Martina Treger     |